# Нью-Йорк (Україна)
Нью-Йорк — селище в Україні, у Торецькій міській територіальній громаді Бахмутського району Донецької області. Розташоване на річці Кривий Торець за 10 км від Торецька та за 38 км від Донецька.

## Назва
До 1830 року селище мало назву Олександрівське, однак у 1860 році в документах уже писано Нью-Йорк. На мапі Шуберта 1863 року містечко позначено як Новий Юрк.
7 (20) листопада 1917 року, відповідно до Третього Універсалу Української Центральної Ради, увійшло до складу Української Народної Республіки.
У 1951 році назву з політичних міркувань змінено на Новгоро́дське, проте у 2021 році історичну назву повернуто.

## Історія

### Первинне поселення
Селище виникло в другій половині XVIII ст, під назвою Олександрівське. Поблизу від сучасного селища, у Залізній балці на Кривому Торці, існував зимівник Кальміуської паланки Війська Запорозького Низового.
Достеменно невідомо, коли та за яких обставин Нью-Йорк отримав свою назву, однак відомо, що містечко вже мало таку назву станом на 1860 рік, ще до прибуття німецьких поселенців, а на мапах 1863 року воно позначене як Новий Юрк.
У списку населених місць Катеринославської губернії 1859 року згадувалося поселення Нью Іорк, яке мало всього лише 13 дворів.

### Німецька колонія Нью-Йорк
Німецьку колонію у Нью-Йорку заснували 1892 (або 1889 року) на правому березі річки Кривий Торець поселенці-меноніти з хортицьких колоній. За легендою, вони придбали у російського графа Олексія Ігнатьєва у Бахмутському уїзді 13,019 десятин (або приблизно 32 тис. акрів), на яких і були побудовані 7 меніонітських селищ (серед них був і Нью-Йорк). У колонії частина населення були лютеранами, частина — менонітами. Колоністам належали 3 138 десятин землі. У колонії були млини Унгера, Діка (згорів у травні 2022 року внаслідок ворожого обстрілу), Ремпеля.
1905 — побудовано цегельний завод Унгера, відкрито книжковий магазин братів Гам, банківську контору П. Діка і П. Унгера, Центральне училище.
1912 року в колонії відкрито жіночу прогімназію.
1926 року в селі була школа для бідних, кооперативна лавка, семирічна школа, сільрада.

### Машинобудівний завод
1894 року засновано машинобудівний завод. Тоді німецький інженер Яків Нібур, власник заводу сільськогосподарських машин у колонії Ольго-Фельд Таврійської губернії (нині місто Нікополь), побудував другу фабрику для виготовлення землеробських машин у колонії Нью-Йорк Катеринославської губернії (нині селище Донецької області). З моменту заснування і до більшовицького перевороту на заводі були побудовані такі цехи: ковальський, ливарний, токарний, столярний, слюсарний, складальний, фарбувальний. У той час завод випускав машини для сільського господарства і маслобійних заводів: рядові сівалки, віялки, борони, бункери, кінні приводи та ін.
У 1916 році завод був проданий інженеру-капіталісту Перцеву. В цей період часу, крім сільгоспмашин, завод виконував замовлення з виготовлення чотиридюймових стаканів до снарядів для морських глибин. Після революції 1917 року завод був націоналізований. Післявоєнна продукція заводу — це продукція для нафтової промисловості. З 1945 року завод перепрофільований на вугільне машинобудування. Одночасно підприємство випускало товари народного споживання. Завод мав свою шахту і відділ робітничого постачання.
За період часу з 1959 по 1973 роки на заводі були побудовані лінійний цех, цех гідравліки, цех металоконструкцій та термічну ділянку. У той період  підприємство випускало насосні станції, гідроапаратуру для гірних машин, пневномотори та пневнотурбіни для нафтовиків.
З 1962 по 2004 роки завод називався на честь більшовицького діяча Григорія Петровського.
З 1966 по 1972 роки машинобудівний завод перебував у власності Міністерства тяжкого енергетичного і транспортного машинобудування СРСР.
З 1973 по 1992 роки машинобудівний завод перебував у підпорядкуванні Міністерства вугільної промисловості СРСР.
У проміжок часу з 1976 по 1983 роки здається в експлуатацію ряд промислових об'єктів: нова компресорна станція, котельна, очисні будівлі.
З набуттям Україною незалежності машинобудівний завод з 1992 року по 1 листопада 1994 року належав до складу Державної вугільної промисловості України (Держвуглпром України).
У березні 1993 року в Мадриді колектив заводу був нагороджений «Великою міжнародною Європейською Золотою Аркою» за високу якість продукції, що випускалася на підприємстві.
З 2 листопада 1994 року форма власності стала колективною, утворилося акціонерне товариство «Новгородський машинобудівний завод» Міністерства вугільної промисловості України.
Протягом наступних років виробництво власної продукції значно зменшилося.
З 1994 по 2000 роки машинобудівний завод підпорядковувався Міністерству вугільної промисловості України, а з 2001 по 2003 роки належав Міністерству палива та енергетики України.
У 2006 році почалась ліквідація підприємства. На заводі була проведена робота з упорядкуванню документів з подальшою передачею по особистому складу працівників на державне зберігання в архівний відділ Торецької міської ради.

### Новгородський цегельний завод
Цегельний завод у Нью-Йорку був заснований у 1905 році приватним підприємцем Пітером Діком. На той момент завод випускав червону будівельну глиняну цеглу та кровільну черепицю ручного виробництва. Глина для цегли добувалася вручну, її розмокання та перемішування відбувалося в бучильних ямах вручну або за допомогою коней. Формування цегли та черепиці було ручним у примітивних формах. Обпалювалася продукція в тимчасових напільних печах.
Механізація ручних процесів на підприємстві відбувалася поступово протягом декількох десятиліть. За роки радянської влади завод значно розширився: побудовані цехи пластичного формування та напівсухого пресування цегли. В цей період часу у виробництві цегли застосувалися стрічкові преси, природні сушила, природні кільцеві печі, стрічкові транспортери. Тоді ж завод почав називатися «Комуніст».
На початку Другої світової війни завод разом з працівниками та приладдям евакуювалися в Челябінську область, де виготовляли цеглу для майбутніх відновлювальних робіт.
Після звільнення Донеччини від німецьких окупантів у 1943 році завод почав відновлювати свою роботу. Найпершим був відновлений цех пластичного виготовлення цегли. На відновленні заводу та на побудові нового цеху працювали полонені німці, угорці тощо.
У 1948 році при заводі була організована школа фабрично-заводського навчання, де проходила свою практику молодь з Житомирщини та Полтавщини. Дякуючи їм, був побудований цех зі штучним циклом виробництва цегли.
Так завод став складатися з трьох окремих технологічних цехів з середньою потужністю випуску 56,9 млн цегли на рік та приблизною чисельністю робітників до 800 осіб.
За повоєнні роки процеси на підприємстві були значно механізовані та автоматизовані: ручна різка цегли-сирцю замінена різальними напівавтоматами; замість ручної укладки сирої цегли були застосовані автомати-укладчики; на заміну ручному транспортуванню цегли на вагонетках і тачках прийшли електровози та акумуляторні відвантажувачі. Рівень механізації на підприємстві був доведений до 38%, що призвело до істотного покращення умов праці для робітників.
У той же час були введені в експлуатацію два цехи з виробництва цегли, де використовували відходи вугілля.
У відповідності з наказами від 1 та 4 жовтня 1957 року керамічний завод «Пролетарій» був включений до складу цегельного заводу «Комуніст» та став четвертим відділенням об'єднаного підприємства.
У 1975 році завод «Комуніст» був перейменований на «Новгородський цегельний завод».
У 1991 році «Новгородський цегельний завод» став орендним підприємством.
Донецьким арбітражним судом від 8 травня 2001 року Новгородський цегельний завод був визнаний банкрутом. Ініціатором банкрутства підприємства стала Державна податкова інспекція міста Торецьк.
У 2003 році документи щодо особистого складу робітників підприємства були передані в державне зберігання в архівний відділ Торецької міської ради.

### Період радянсько-української війни 1917—1921
9 квітня 1917 року Рада робітничих і селянських депутатів зажадала введення рівної оплати праці для чоловіків і жінок.
2 червня 1917 року Рада робітничих депутатів Нью-Йорка доручила двом членам ради зайнятися організацією бойової дружини на місцевих заводах. 8 жовтня 1917 року в селищі відбулися збори робітників фенольних та інших місцевих заводів. Його учасники вимагали організувати в селищі і на заводі партійну організацію РСДРП, звільнити політичних в'язнів, передати всю владу радам. 30 жовтня 1917 року в селищі встановлено радянську владу.[джерело?].

### УРСР
15 листопада 1938 року селищу Нью-Йорк надано статус селища міського типу.
У боях Другої світової війни брали участь 1860 мешканців селища Нью-Йорк, 410 з них загинули, 1212 були нагороджені орденами і медалями. Полеглим у боях новгородці спорудили кілька пам'ятників у період 1950-1960 років.
19 жовтня 1951 указом Президії Верховної ради УРСР селище Нью-Йорк Дзержинського району Сталінської області було перейменоване на Новгородське, а селищна рада депутатів трудящих на Новгородську.

### Новітня історія
21 липня 2014-го року бійці 34-го батальйону увійшли в Нью-Йорк та протягом дня встановили повний контроль над селищем. Рейдами блокували будь-яке пересування російських найманців.
Війна на сході України: 30 липня 2015 року загинув під час виконання бойового завдання поблизу смт Новгородське солдат 43-го батальйону Володимир Гриценко: зазнав кульових поранень у ногу, що спричинило артеріальну кровотечу.
2016 року виникла ідея про відновлення історичної назви селища міського типу. 6 грудня 2016 року на сайті Верховної Ради України було зареєстровано проєкт Постанови № 5517 про перейменування смт Новгородське в смт Нью-Йорк.
3 лютого 2021 року парламентський Комітет з питань організації державної влади підтримав проєкт постанови про перейменування смт Новгородське у смт Нью-Йорк. 1 липня 2021 року Верховна Рада України IX скликання ухвалила рішення про повернення селищу назви Нью-Йорк.
20 серпня 2024 міноборони Росії заявило про захоплення Нью-Йорка. Генштаб ЗСУ не коментує, а медіа заявляють, що в селищі досі є позиції бійців ЗСУ.
6 вересня 2024 стало відомо, що до боїв за Торецьк та Нью-Йорк додали 12-ту бригаду спецпризначення НГУ «Азов». Бійці «Азову» повернули під контроль частину Нью-Йорка на Донеччині та деблокувати українських військових, які були в оточенні на Фенольному заводі . Незважаючи на це, російські окупаційні війська захопили Нью-Йорк до кінця вересня 2024 року.

## Населення
| Рік  | Кількість жителів |
| ---- | ----------------- |
| 1859 | 85                |
| 1908 | 1 493             |
| 1911 | 926               |
| 1939 | 4 737             |
| 1959 | 5 285             |
| 1970 | 13 223            |
| 1979 | 13 064            |
| 1987 | 13 400            |
| 1989 | 13 195            |
| 1992 | 13 200            |
| 1998 | 12 100            |
| 2001 | 11 927            |
| 2009 | 11 040            |
| 2010 | 11 019            |
| 2011 | 10 948            |
| 2012 | 10 892            |
| 2013 | 10 850            |
| 2014 | 10 788            |
| 2024 | 1 940             |

### Мова
Розподіл населення за рідною мовою за даними перепису 2001 року:
| Мова            | Кількість | Відсоток |
| --------------- | --------- | -------- |
| російська       | 7767      | 65.74%   |
| українська      | 4011      | 33.95%   |
| білоруська      | 14        | 0.12%    |
| вірменська      | 3         | 0.03%    |
| польська        | 2         | 0.01%    |
| німецька        | 2         | 0.01%    |
| румунська       | 1         | 0.01%    |
| інші/не вказали | 15        | 0.13%    |
| Усього          | 11815     | 100%     |

За даними перепису 2001 року населення селища становило 11815 осіб, із них 33,95 % зазначили рідною мову українську, 65,74 % — російську, 0,12 % — білоруську, 0,03 % — вірменську, 0,02 % — німецьку та польську, 0,01 % — румунську.

## Промисловість
1894 року в колонії Нью-Йорк почали діяти чавуноливарний та механічний заводи з виготовлення бункерів, плугів, жнивних машин та бричок. У слюсарному, ковальському, колісному, модельному, малярному та ливарному виробництвах був зайнятий 41 працівник. Діяла парова машина потужністю 8 кінських сил. На місці цього підприємства за роки радянської влади виріс Машинобудівний завод імені Г. І. Петровського, який випускав гірничовидобувну техніку. Наприкінці 19 століття почав діяти Неліпівський рудник.

### Підприємства
- Дзержинський фенольний завод (ТОВ науково-виробниче об'єднання «Інкор і Ко» КХП «Фенольний завод»)
- Новгородський машинобудівний завод імені Петровського (станом на 2022 рік ліквідовано)
- Донецька дослідна станція — з 2012 року — Донецький відділ родючості ґрунтів Національного наукового центру «Інститут ґрунтознавства та агрохімії імені О. Н. Соколовського»[33]
- ТОВ «Бета-агро-інвест»
- ТОВ «Новгородський гідромеханічний завод» (на базі машинобудівного заводу)
- ТОВ Агропромислова компанія «Алькон-Агро» (мельничний комплекс)
- ТОВ «Рекар»
- ТОВ «Новгородський комунальний комбінат»
- ТОВ «Ремтехсервіс» (на базі машинобудівного заводу)
- ТОВ «Нью-Йорк Агро-Інвест»
- ВАТ «Новгородське СРП» (станом на 2022 рік в стані припинення)

## Транспорт
У Нью-Йорку розташована станція Фенольна Донецької залізниці, яка сполучає смт та місто Торецьк із містами Донецьк, Слов'янськ, Ясинувата, Краматорськ, Костянтинівка, Лиман, Маріуполь, Харків.

## Культура
2-3 жовтня 2021 року в Нью-Йорку вперше відбувся Нью-Йоркський літературний фестиваль (НЛФ), який заснувала письменниця Вікторія Амеліна., в якому взяли участь Сергій Жадан, Галина Крук, Олена Стяжкіна, Тамара Горіха Зерня, Руслан Горовий, Лінія Маннергейма. Брехт & Джаз / Жадан & Токар та інші.
7 листопада 2021 року, в день старту знаменитого Нью-Йоркського марафону, в українському селищі Нью-Йорк було влаштовано забіг під назвою «Марафон, який ніхто не хоче бігти». Метою заходу стало привернення уваги міжнародної спільноти до російської агресії на сході України. За перші чотири дні на участь у марафоні було подано понад 24 тисячі заявок, а вже за десять днів кількість учасників склала 35,5 тисяч, що перевищило кількість бігунів, зареєстрованих в оригінальному нью-йоркському марафоні. Заявки на участь надійшли окрім України, також з Німеччини, Нової Зеландії, Великої Британії, Туреччини, Перу та з американського Нью-Йорка. У забігу взяли участь низка відомих українських політиків, журналістів, військовослужбовців та інших.

## Особистості
- Брусиловський Єфрем Мойсейович — ревматолог, бальнео- і фізіотерапевт, лиманознавець.
- Гужва Микола Якович — Герой Радянського Союзу.
- Дік Адольф Якович — один з конструкторів танку Т-34.
- Зосимович Володимир Юрійович — науковець-стратиграф, палеонтолог, доктор геолого-мінералогічних наук.
- Іринарх (Тимчук) — єпископ УПЦ (МП).
- Гайовий Антон Іванович — політичний діяч.
- Куштевська Тетяна Василівна[43] — письменниця та поетеса.
- Льонко Євген Олександрович — композитор, музичний редактор, член НСКУ.
- Черноусенко Володимир Михайлович — фізик-ядерник.
- Шкуропат Василь Андрійович — Герой Соціалістичної Праці.

## Пам'ятники

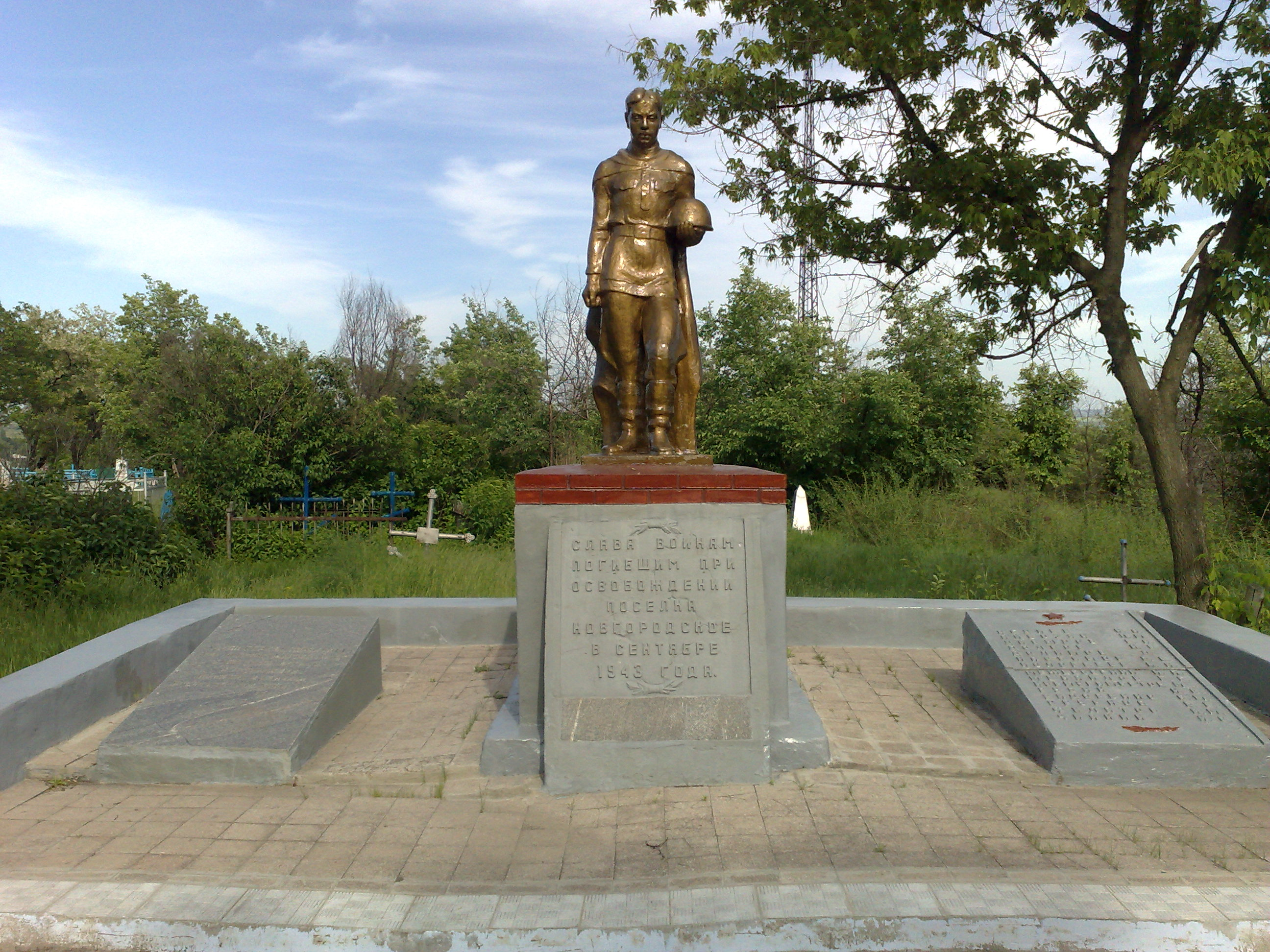
Пам’ятник на братській могилі радянських воїнів.
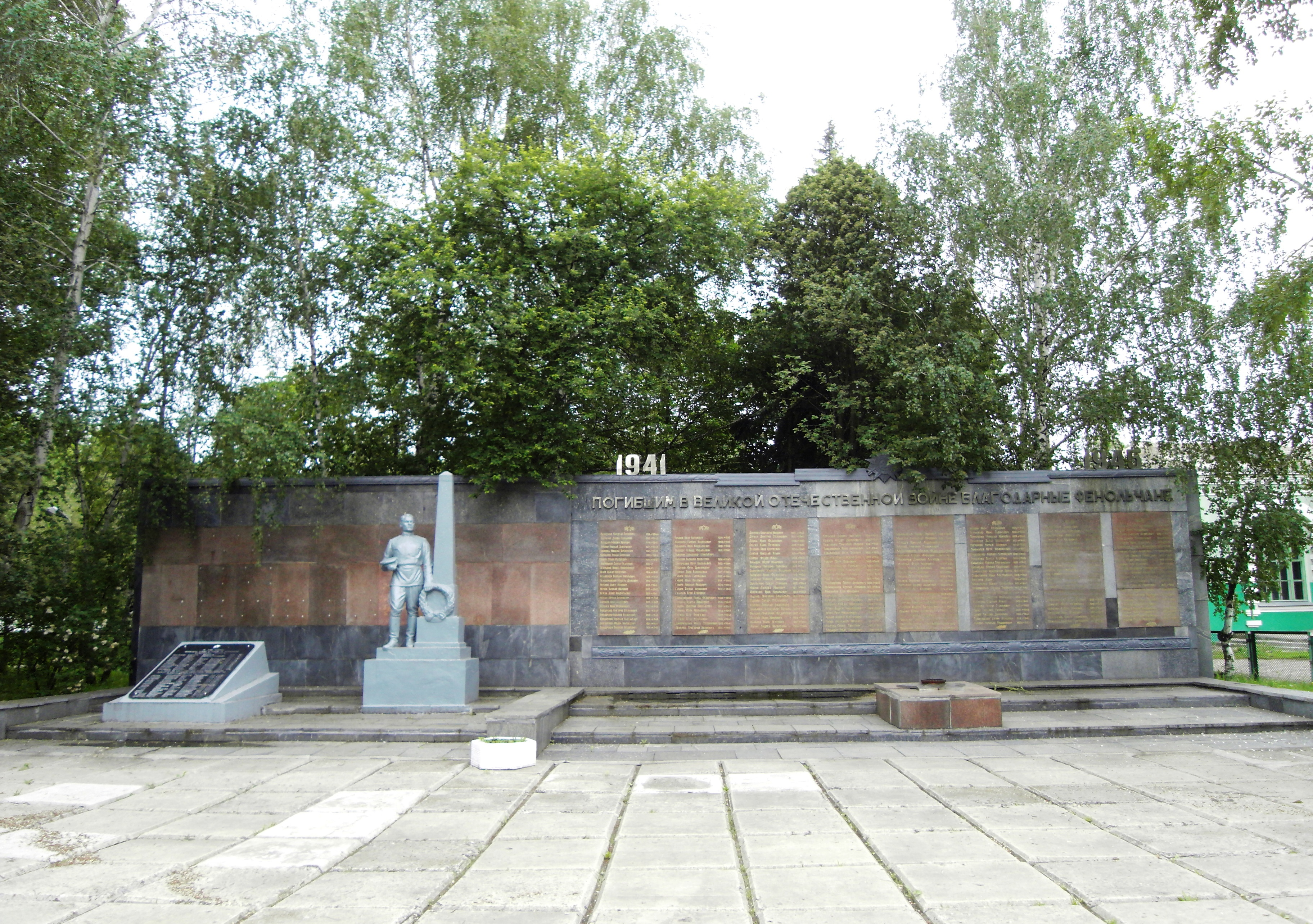
Меморіальний комплекс біля станції Фенольна.

## У культурі
Під назвою Нью-Йорк селище згадане в драмі Віктора Некрасова «У рідному місті».

## Цікавий факт
У місті Дружківка є вулиця Нью-Йоркська, що названа на честь селища.